# Hélio Soares
Hélio Oliveira Soares (Turiaçu, 6 de junho de 1952) é um político brasileiro, filiado ao Partido Liberal (PL). Ele foi deputado estadual do Maranhão (1999-2023).

## Carreira política
Em 1999 foi eleito deputado estadual e reeleito em 2002, 2006, 2010, 2014 e 2018.
Foi candidato a vice-governador do Maranhão na chapa de Weverton Rocha (PDT) em 2022.